# Lethata trochalosticta
Lethata trochalosticta es una especie de polilla del género Lethata, orden Lepidoptera.  Fue descrita científicamente por Walsingham en 1913.

## Descripción
Mide aproximadamente 36 mm de envergadura. Las alas anteriores son verde amarillentas oliváceas, con un suave brillo metálico. Un tono marrón rojizo desde el medio de la base cambiando a rosado a lo largo de la costa. Una mancha rosada, redonda al final de la célula con un punto oscuro en su centro y un margen rojizo castaño. Las alas posteriores son ocráceas.

## Distribución
Se encuentra en Panamá y Costa Rica.